# Cropia templada
Cropia templada là một loài bướm đêm trong họ Noctuidae.